# ダンツフレーム
ダンツフレーム（欧字名:Dantsu Flame、1998年4月19日 - 2005年8月28日）は、日本の競走馬。
2002年の宝塚記念 （GI）優勝馬である。その他の勝ち鞍は、2001年のアーリントンカップ （GIII）、2003年の新潟大賞典 （GIII）。

## 生涯

### デビューまで
インターピレネーは、1990年に北海道浦河町の信岡牧場で生産された、父サンキリコの牝馬である。栗東トレーニングセンターの坪憲章厩舎に入り、競走馬として21戦3勝。特に1993年の報知杯4歳牝馬特別（GII）では3着、同年のサンケイスポーツ賞4歳牝馬特別（GII）では4着となり、桜花賞（GI）にも出走した。引退後は、信岡牧場で繁殖牝馬となり、初年度はブライアンズタイムの牡馬、2年目はマイニングの牡馬を生産。3年目は、再びブライアンズタイムが交配された。
1998年4月19日、信岡牧場にて鹿毛の牡馬（後のダンツフレーム）が誕生する。産まれた仔は牧場社長の信岡幸則によれば「決して見てくれのいい馬ではなかったですね。」「イメージ的にはいわゆるサラブレッドというきれいな馬じゃなかったですからね。」と述懐している。1999年8月、北海道セレクト市場に出場。ブライアンズタイムの仔を求めていた山元哲二が、税抜き2500万円で落札した。信岡によれば「たまたまあのセリではブライアンズタイムの子はうちのだけだったんで、それもあってセリ落としてもらったんじゃないでしょうか〔ママ〕」と振り返っている。山元の用いる冠名「ダンツ」に「フレーム」を組み合わせた「ダンツフレーム」という競走馬名となり、3歳の春に栗東トレーニングセンターの山内研二厩舎に入厩した。「ダンツ」は中国の絨毯である「段通（だんつう）」に由来する。育成を開始した当初はソエ（管骨骨膜炎）を発症し、陣営は早い時期のデビューは不可能かと心配したものの、攻め馬を積むにつれて馬体にハリが出て無事に出走に漕ぎ着けることができた。繋ぎがゆったりとしていることから、脚に掛かる負担が和らげられ、ソエが悪化しなかったという。

### 競走馬時代

#### 3-4歳（2000-01年）
2000年6月10日、函館競馬場の新馬戦（ダート1000メートル）に藤田伸二とともに、1番人気でデビュー。行き脚がつかず、4.5番手を追走する形となり、先に抜け出した1頭に4馬身差を離されて2着となった。藤田はゲートの出が普段よりも悪かったとしたが、最後の末脚には納得していたという。それから7月1日、同条件である2戦目の新馬戦では、初戦と同じくダッシュはあまりよくなかったが、終始気合をつけられてもへばることなくしっかり伸びて1番人気に応えた。届かないと思うような位置からの差し切りで、ただ勝っただけでなく、距離が延びる将来への期待もかきたてられるような初勝利を果たした。新馬戦勝利後は再びソエを発症し放牧されたが、2ヶ月ほどで完治した。続いて9月16日、ききょうステークス（OP）では武豊に乗り替わり、初の芝競走となったが、単勝オッズ1.4倍の1番人気に推されて出走。後方待機から最終コーナーで抜け出し、後方に3馬身半差をつけて2連勝とした。武豊は「かなりセンスを感じさせる馬です」と述べた。さらに9月30日の野路菊ステークス（OP）では、河内洋に乗り替わり単勝オッズ1.2倍で出走。半馬身差をつけて3連勝とした。河内は「素直な気性だからとても乗りやすかった。もっと距離が延びてもいいだろうし、体も立派だからね。楽しみだよ」とコメントしている。このレースでの着差は半馬身と前走ほどではなかったが、3番手につけて3ハロン34秒1の上がりを記録している。その後は放牧に出された。
4歳となった2001年は、2月11日のきさらぎ賞（GIII）で始動、3番人気で出走した。直線で抜け出したが、若駒ステークス（OP）など2戦2勝の1番人気・アグネスゴールドに半馬身かわされて2着。レース後武豊は「自信は持っていたんだけどねえ。本当はもっとゆっくり行きたかったんだが、ビッグゴールドに早めに来られる形となったので、動いて行かざるを得なった。欲を言えば体はもう少し絞れてほしいところだけど、久々で遅い流れだったにも関わらずスムーズに折り合っていたよ。もう一度やれればという気持ちはある」と述べた。その後は、皐月賞のトライアル競走ではなく、2月24日のアーリントンカップ（GIII）を選択。阿部珠樹は「（陣営には）NHKマイルカップへの出走ということも頭にあったのかもしれない」「弥生賞にはアグネスタキオン、スプリングステークスにはアグネスゴールドが出走することから、本番前に消耗するのは得策ではないと考えたのではないか」と推測している。単勝オッズ1.2倍の支持を集めた。後方で待機し、最終コーナーを7番手で通過して追い上げを開始。逃げるキタサンチャンネルにゴール直前で並びかけたころで入線。ハナ差先着しており、重賞初勝利を果たした。武豊は「レース前にちょっと気負っていた感じがあったので、折り合いに気をつけて、道中はゆっくりと乗りました。ペースが遅くなったので、上がりが速くなるな、と思ってちょっとヒヤッとしましたが、手応えはずっとよかったですから。相手はかなりしぶとかったけれど、届いてくれると思っていました」「現時点での完成度が高いですし、素晴らしい馬だと思います」「これからまだ活躍できるでしょう」、山内は「ちょっとヒヤッとした？いや、ちょっとじゃなくて、だいぶヒヤッとしたよ」「だいぶ、ヒヤッとしたけどね。力があるのでくるんだろう。ユタカも信頼して乗っていたみたいだね」「こういう競馬ができるのは力があるからだろうけど、ほんとうに強いかどうかは半信半疑だね」「豊君はあえて、こういうレースをしたみたいだし、彼は自信があったみたいだからね。ほんとうのところは彼に聞きたいくらい」とそれぞれコメントを残している。このレースは、スローペースを味方につけた先行馬が2〜4着に入った中でダンツフレームだけは後方から差し込んできたことから、着差（ハナ差）以上の完勝であり、これまでダンツフレームを評価していなかった山内も、なぜ走るのか、どうして走るのかの答えはわからないながらも能力を高く評価するようになったという。
続いて、皐月賞（GI）に出走、藤田に再び乗り替わった。当時の陣営の目標は東京優駿であり、山内は、距離適性的に問題はないと考えたものの、荒れた中山競馬場の馬場で行われる皐月賞は負担が大きいとし、皐月賞に出すべきなのか、他のステップを探るべきなのかをオーナーと協議を重ねていた。その後、その年の中山はそこまで荒れていないことや、3度ダンツフレームに騎乗したことのある武豊が皐月賞への出走を助言したことから、皐月賞を使うことを決めたという。また、このような出走過程であったため、山内は後に「満足のいく仕上がりとはいえなかった。もうひと絞りできる体つきだったし、毛艶も冴えなかった。完調を十とすれば、せいぜい七、八分程度の状態だったんじゃないかな」 と回顧している。3戦3勝アグネスタキオンが1.3倍、4戦3勝ジャングルポケットが3.7倍となり2頭が一桁オッズとなる中、ダンツフレームはそれらに次ぐ3番人気、オッズ16.8倍という支持であった。パドックではアグネスタキオン以上に落ち着いていた。発走直後から中団につけていたが、最初のコーナーから進路を塞がれたり、接触したりする落馬にも繋がりかねない不利をもらいながら追走した。この不利によってリズムが狂わされ、立て直しに時間がかかった。直線では、ダンツフレームとは対照的に4、5番手でスムーズにレースを進めていたアグネスタキオンが先に抜け出し、ダンツフレームはその背後から追い上げた。アグネスタキオンには1馬身半を及ばなかったが、外から追い上げたジャングルポケットとの競り合いを制し、半馬身差の2着を確保した。藤田は「1コーナーでゴチャついたのが痛かった。内にいた馬をかばわなければ落馬していたんじゃないかな。そこでリズムが狂ったし、3〜4コーナーでも、内から出てこようとする馬はいるし外の馬からは押し込められるわで狭いところを接触しながらだったんだ。それでこの競馬ができるんだから走る馬だよ。折り合いも心配ない。負けはしたが内容は強かった」、石橋譲調教助手は「道中はけっしてスムーズではなかったのにね。それでいて2着だから、やっぱり力のある馬だと思いました」とコメントを残している。
その後、陣営は予定通り5月27日の東京優駿（日本ダービー）（GI）への出走を表明した。皐月賞の後、石橋は「前走（皐月賞）は実質、追い切りは2本だったから、馬体重以上に太かったようには思います。今度は皐月賞よりも日程的に余裕がありますからね。前走よりもいい状態で出走できると思います」、高木信明厩務員は前走はちょっと太かったけれど、だいぶ体がスッキリとしてきました。カイバもしっかり食べてくれているし、おとなしくて、とても手の掛からない馬です。でも、レースでの根性は凄いですね」「シャープな切れ味ならダンツ、パワーと距離適性ならチアズといった感じかな」とコメントしている。
ダンツフレームは同じく山内の管理馬であるチアズブライトリーとともに調教を行っていた。調教の内容は、それぞれにレースで騎乗予定の河内洋騎手、藤田伸二騎手が騎乗し、坂路を軽く（ダンツ69秒1、チアズ67秒3）登坂して、7分ほどしたところでDWコースに移り、内にチアズ、外にダンツの形で、直線に入って両者ともに一杯に追われるハードなものであった。取材時の調教では、ゴールで外のダンツがクビ差前に出ており、高木は「しまい、ちょっとモタついて見えたけど、この全体時計（6ハロン78秒3-63秒9-50秒5-37秒9-12秒5）ならしゃあないわ」、山内は「予定どおりの追い切りができました。2頭とも絞り込めてきているし、来週はそんなに必要ないんじゃないかな」と納得、順調さを示している。
東京優駿には河内洋に乗り替わり出走した。河内が皐月賞優勝に導いたアグネスタキオンは、屈腱炎のために戦線を離脱。河内はダンツフレームについて「タキオンは残念だったけれど、皐月賞の
2着馬だからね。以前に乗ったことがあるので、能力がある馬だということも分かっていますし。どんな競馬でもできるタイプだとは思うけれど、じっくりと行って、しまいを生かす競馬が合っているかな、という印象。十分にキャリアも積んでいる馬だからね」とコメントしている。当日の人気では、皐月賞2着のダンツフレームが単純に繰り上がることなく、単勝オッズ6.1倍の3番人気に留まった。人気で上回った2頭は、同3着のジャングルポケット、NHKマイルカップ優勝から臨むクロフネであり、それぞれオッズは2.3倍、3.0倍を示した。中団で待機し、直線では外に持ち出して追い上げた。河内が仕掛けようとした際、同じく中団を進み、先に抜け出そうとしたジャングルポケットに進路を塞がれる不利も受けた。それから再び盛り返したものの、ジャングルポケットに並ぶことはできず、1馬身半差の2着となった。レース後河内は「負けは悔しいけど、最後は離され気味やったしな」、「それでもそんなに力の差はないと思う。次にやったら、どうなるのかは分からんよ」、「無理せずいい位置について折り合いはついたし、うまく流れに乗って行けた。距離についてはいろいろ言われていたが、今日の感じなら問題なかったね。ただ、直線に向いてこれからという時に勝った馬（ジャングルポケット）にサッと入られてしまったからね。その後、また盛り返してくれたが、ゴール前は更に向こうが伸びる感じだったから。結果的に皐月賞の着順を逆転されたけど、前走はジャングルがスムーズじゃなかったからね。この差は現時点の力の差だろう」と述べた。山内は「いい状態だったし、自信を持っていた。仕掛けは早かったかもしれないが、じっとしていたら内に閉じ込められたかもしれないし、直線も並びかけるところまでいけなかったからね」と述べている。直線で並んだ際について、ジャングルポケットに騎乗していた角田晃一は「1頭で抜け出すと遊んだりヨレたりする子供っぽいところがあったので、上位に来そうな馬を探して『この馬が残るな』っていう強い馬の方にわざと寄せて行って『併せたら負けない』と（思った）」、「（ダンツフレームが最後まで残ると思ったのは）最後の直線ですね。人気していたクロフネも目の前にいたんですけど、ダンツの方が断然良く見えたんで」と述べている。
2001年夏の時点では、山内とカタオカステーブルの山田秀人場長は、菊花賞に進むか天皇賞（秋）にするかは決めかねていたという。
夏休み中の調教メニューは「全長810mの坂路コースを、80kgはあろうかという〔ママ〕山田場長が自ら跨って1日3本走る」というものであり、かなりの調教量であった。
夏休みを経て、秋はセントライト記念を回避して神戸新聞杯（GII）から始動した。レース前、山内は「夏も順調に過ごすことができたから。栗東に帰ってきてからも順調に調教を積んでいるし、休み明けとはいっても、勝負に行ったらそこそこ走ってくれる馬だからね。今回はかなりのメンバーが揃うみたいだし、夏に使われている馬との差はやはりあるだろうけれど、差のないレースはしてくれると思う」「大きく変わったということはないけれど、ひと回りは大きくなったんじゃないかな。背も少し高くなった感じはするね」「秋の使い始めとしては、ちょうどいい距離なんじゃないかな」と述べている。1週間前の追い切りでは、いつも通りチアズと併走したが、4コーナーから外に体を併せて直線へ向かったところ、普段なら馬なりで行く気を見せるはずのダンツは、脚を伸ばすチアズに対して距離をおかれる一方で、いっぱいに追われても、その差は縮まることなく2馬身半先着を許してしまった。6ハロンからの時計は80秒1-70秒0-55秒0-41秒3-14秒1であった。騎乗していた池添謙一は「馬場が悪くて、ノメっていましたから」とこの遅れを説明し、「先週の動きはよかったですし、1週前としては状態はいいと思います」と話した。山内研二は「当週の動きだったら大変だけど、競馬は来週ですから。きょうはだいぶ馬場も悪かったみたいです。これまでは順調に来ていますからね」とコメントした。
神戸新聞杯当日、福永祐一に乗り替わり出走したものの、レースの結果は4着となり初めて連を外した。レース後、福永は「1コーナーでちょっと行きたがっていたのと、休み明けのぶんかな。体は太くは感じませんでしたが」、山内は「身体は成長分で太くなかった。久々でツメが甘くなったが、コンマ2秒差なら」「やっぱり太かったかなぁ。調教でも併せ遅れを取ったりしていたことが、レースに出てしまった印象はあるね。まあ、1、2着馬は夏に使ってきた馬だから、仕方ないね」「まだ太い感じはあるけど、今までハードな調教を進めているし、これ以上はできないからなあ。これからの期間で体が減ってくれるといいんだけどね。でも、減らないのは体調がいいからこそということでもある。とにかく順調にはきている」と述べた。
続いて菊花賞（GI）への出走を決定した。レース前、山内は「やっぱり少し長い気はする」と述べつつも、「春の頃はレースで掛かるところもなかったし、いつも一生懸命に走る馬。3歳同士の競馬だし、なんとかこなしてくれるのではとも思っています」とコメントしている。ただし、「ダンツの前走は、やはり久々のせいだろう。レース後も馬は元気なのだが、太めがなかなか取れないし、ピリッとしてこない」とも述べている。調教では、引き続きチアズとともに行っていた。チアズを先行させてスタートすると、ゆったりとしたペースで進み、上がり重点の追い切りが行われた。取材時は、ラスト4ハロンの標識で馬体を併せて直線に向かったところ、ダンツが伸びそうで伸びてこず、逆に余裕たっぷりに「チアズが胸を貸すような感じ」であり、反応が今ひとつのダンツがクビ差遅れてゴールに入った。チアズが6ハロン87秒0-70秒6-55秒5-41秒1-12秒5で、ダンツは全体のタイムはチアズより86秒6と速かったが、少し不満の残る内容だった。山内はこれを「チアズは調教で動くようになっているからね。（ダンツが遅れたのは）そういうことじゃないかな。ダンツは少し太いかもしれない。それでも、やれることはやっているからね。調教は積んできている。これで結果がでないようなら仕方ないよ」と説明した。また、石崎は「だいぶよくなっているよ。併せた馬がさらによくなっているからね。これからどこまで絞れるか」と述べた。
菊花賞の結果は、ジャングルポケットに次ぐ2番人気の支持で5着となった。柴田政人は、「（理想的な騎乗であったマンハッタンカフェとは）対照的だったのが5着ダンツフレームに騎乗した武豊だった。レース前から最後方からの競馬をすると決めていたようだが、あの流れであの位置どりはない。まさかペースがこれほど遅くなるとは思ってもみなかったのだろうが、名のように途中から動いてエアエミネムの後方につけてほしかった」とコメントした。古馬との初顔合わせとなったマイルチャンピオンシップ（GI）も5着。止まらない連敗から立て直しを図るために、山内は目標を定めずに放牧を実施、年内全休とした。後に上籠勝仁調教助手は「あのころは、ちょっと伸びて走るような感じで、フォームが本当じゃなかった」と述べている。

#### 5-6歳（2002-03年）
古馬となった2002年、春に放牧から帰還。天皇賞（春）ではなく、目標を中距離に定め、安田記念および宝塚記念出走を計画した。5月12日の京王杯スプリングカップ（GII）で始動、池添謙一が騎乗した。あまりうしろから行かず、ある程度ついてゆくようにとの指示を受けて中団でレースを進めた。久しぶりで流れに乗ろうとすると、最後はバテるものだが、この日のダンツフレームは最後も伸びて4着に入った。忙しい1400mという距離を考えれば上々の結果であった。池添は「休み明けの割に案外、戸惑わずに走ってくれた。追い出してからも伸びてくれましたからね。乗った感じからは1400mよりは1600mの方が良さそうだし、次につながるレースはできました」、上籠勝仁調教助手は「ついて行けないようなところを見せて、いったんはダメなのかなあと思った」と述べた。池添が続投し、安田記念（GI）に出走した。安田記念出走について、池添は「すごく背中が柔らかくてすばらしい馬。走る馬だし、自信を持って乗りたい」、上籠は「常に100%を出す馬で、昨年は素直さで距離にも対応してきましたが、本来は2000mくらいまでの馬だと思うんです。今回は使われた上積みに、1ハロン距離が延びるので、競馬は楽になるんじゃないでしょうか」「去年よりも（1600mの競馬は）期待が大きいです」と述べている。香港のクイーンエリザベス2世カップ優勝から臨むエイシンプレストンが2.9倍の1番人気、ダンツフレームは、それに次いで6.2倍の2番人気に支持された。良いスタートを切ったが、位置を下げて後方に待機、直線では外に持ち出した。先行し、先に抜け出した7番人気のアドマイヤコジーン目がけて追い上げを開始、ゴール直前ではアドマイヤコジーンの外に並びかけた。しかしクビ差及ばず、GI3度目の2着となった。池添は「内が悪いが、外枠だったので馬場のいいところを走れた。スムーズに折り合いはついたし、直線に向いた時も手応えは十分。追い出してからの反応も良かったんだが…。勝った馬が並べてきたら向こうがもうひと伸びしたからね。そこまではうまいこと行っただけた本当に悔しい。次は勝ちます」、山内は「もう少しペースが速ければ、末脚がハマったんだろうけど…。ちょっと脚を余した感じになってしまった」と述べている。
続いて、6月23日の宝塚記念（GI）に出走を決定した。山内は「昨年の三冠で距離は経験しているし、2200mも心配はない。展開を問わず堅実に伸びてくるし、期待通りに成長している。なんとかタイトルを取らせてあげたい。取れるでしょう」「無事にきていたし、調教でも最近はいちばんいい動き」とコメントしている。鞍上は、藤田が山内に対して自ら騎乗を志願し、藤田に三度乗り替わった。。この時期は通常函館競馬場に滞在していたが、この日のみ阪神競馬場に参戦した。「出走していれば間違いなく1番人気になったであろう」（優駿編集部）であったジャングルポケットが脚部不安、同年の天皇賞（春）を勝利したマンハッタンカフェが凱旋門賞挑戦、産経大阪杯を勝利したサンライズペガサスが体調不良のためにことごとく回避。また参戦したメンバーで、唯一GI優勝経験のある二冠馬・エアシャカールがいたものの、1年以上勝利のない状態にあり、むしろ最大の敵は自身の「2着グセ」であるともいえた。そんな中、ダンツフレームが単勝オッズ2.4倍の1番人気に推された。以下、2.9倍のエアシャカール、8.9倍のローエングリン、9.3倍のツルマルボーイと続いた。パドックでの様子について、生産牧場の信岡幸則は「パドックで見て、さらに良くなっているっていうのが分かりましたし、チャンスだとは思っていました。ここで勝てなかったら、この先もGIはちょっと厳しいかな、ともね」と述べている。
ローエングリンが逃げる中、スムーズにゲートを出たダンツフレームはエアシャカールと並んだ3、4番手に位置。これは普段よりも前目のポジションであった。そのまま直線に入り、ローエングリンが後方との差を広げ、しばらく先頭を保持。内側を進んだエアシャカールは伸びを欠いた一方、ダンツフレームはエアシャカールに影響を受ける形で一瞬不利を受けるも外に持ち出し、後方待機から大外を進んだツルマルボーイとともに、並んで追い上げを開始。やがてローエングリンを捉えて、ツルマルボーイとの競り合いとなり、ダンツフレームがクビ差制して、先頭で入線した。GI初勝利、山元ならびに山内は1995年のダンツシアトル以来宝塚記念2勝目となった。
宝塚記念の勝利について、騎乗した藤田伸二は「折り合いは心配していなかったが、これだけのレースだし、その点が1番大事と心がけて乗った。もともとスタートはいい馬だけど、ポンと出て前半からいい位置につけられたし、エアシャカールが動いた時も離されずについていけたからね。直線で抜け出したとき、外からツルマルボーイが勢いよく伸びてきたが、それが逆に良く、そこからもうひと伸びしてくれた。厩舎サイドが完璧に仕上げてくれたし、まだ若さのあった去年の春から確実に成長している」と述べている。。また後のインタビューにて「とにかく勝ててホッとした。人気を背負っていたということもなくはなかったけど、それよりも、なんとしてもあの馬（ダンツフレーム）に勝たせてあげたいと思っていたからね。今度はテキ（山内研二調教師）にお願いして乗せてもらったてたわけだし」、「すごく調子がいいのはわかっていたから、乗せてもらうからには勝たないといけないな、と。今回はとにかくいいイメージしか持たないで競馬に行ったんだよ。『勝てるだろう』と、ただそれだけを考えて」と述べている。また、ダンツフレーム自身への評価として「調教の感触からも、とにかくいい馬だというのは知っていた」、「もともとスタートがいい馬」「厩舎サイドが完璧に仕上げてくれたし、まだ若さのあった去年の春と比べると確実に成長している」、「いいプレッシャーの中で乗れました」と述べている。レース開始直後からエアシャカールの後ろにつけていたことについては「ゲートを出たら前にいたので、ちょうどいい目標ができたと思いましたね。でも、まずは折り合いにだけ気をつけました」、道中については「すぐに折り合いはつきましたし、道中の手ごたえは抜群でしたね。バラけていたので、レースはしやすかった」、最後の直線でツルマルボーイと叩き合いになったことについては「すごい勢いで迫ってきたので、最後はヒヤッとしましたけど、よく踏ん張ってくれました。『ガンバってくれ』と思いながら追いました」「一度は（相手に先へ）出られかかったけど、そこからよく辛抱してくれたね。今回も4コーナーから手が動いてたようにズブいところがある。ただ、瞬間的な反応は少し鈍いんだけど、終いは必ず伸びる馬で、今度は並んでからもしっかり伸びてくれた。ゴールに入ったときは、ほんとにホッとしたよ」「直線で抜け出した時、外からツルマルボーイが勢いよく伸びてきたが、そこからもうひと伸びしてくれた。迫られたのがよかったのかもしれない」と述べている。山内は「不思議と声は出ませんでした。外からツルマルボーイが伸びてきたときには、また2着だと覚悟しましたからね。しかも、相手に1回前に出られたように見えたので、終わったときは『あ、勝っちゃった』っていうのが素直な気持ちでしたよ」「いつも一所懸命走ってくれるので、この馬には勇気づけられる。GIというのは勝とうと思っても勝てるものでもないし、1番人気で勝つというのは大変なこと。それを乗り越えられてうれしい」と述べた。カタオカステーブルの山田は「いつかはGIを勝ってくれると信じてましたから。嬉しさでいっぱいでしたね。ここに帰ってきたとき元気いっぱいな脚取りで馬運車から降りてきたし、今までもそうなんですけど、レースの反動もあまりない様子でしたね。その後は3日針をしたくらい。（GIを）獲ったせいか、何かひと回り成長しているように見えましたね」と述べている。信岡は「GIのチャンスはめったにないし、“今度こそ”と信じてきました。市場取り引き馬としても大レースを勝ってくれて、何もかも嬉しいの一言に尽きます」と述べている。鹿児島県で観戦していた馬主の山元哲二も「前回よりも嬉しかった」と後に述べている。現地で観戦していたオーナー夫人の山元タキは「ようやく勝てました。ありがとう」と騎手、調教師、生産者を労った。また「安田記念で2着に負けた時、厩舎で”男だから頑張れ”って声をかけてきたんです。本当に今日はよくやってくれました」とも述べている。
宝塚記念後、カタオカステーブルへ放牧に出された。放牧当初のダンツフレームには「意外なほどの疲れ」がたまっていたものの、笹針を施し数日休ませるだけで体力が甦ったという。山田は「楽はさせてませんね。もう速いところもかなり乗り込んでいます。追えば追うほど動く馬なので、無理をさせないように気を付けて稽古はつけてます。夏負けもしていないし毛艶も上々。いい状態でまた送り出してやりたいですから」「これからもどんどん大きなレースを勝っていってほしいですね。それだけの力は持っている馬ですから」、山内は「順調に過ごしているようだ。まだ現時点で復帰戦は決めてないが、いずれにしても使い出すレースから日数を逆算して（栗東トレセンに）入厩させたい」「どこが悪くなったというわけではないけれど、この春は結構ハードなところを使ってきたから、目に見えない疲労は絶対にあるはずだからね。それで、じっくりと秋に備えることにしたんだ。でも、ガタッと体調を崩しての放牧ではないから、この分ならいい感じで帰ってきてくれるのではないかな。一応、秋緒戦は毎日王冠を目標に調整して、天皇賞・秋に向かおうと思っている」と述べている。また、秋の目標としては、ひと叩きして天皇賞（秋）を使うことはほぼ確定していたものの、山内はマイルチャンピオンシップとジャパンカップのどちらを最終目標とするべきかについて非常に頭を悩ませていた。その後、結果的にマイルチャンピオンシップを選択した。また、6月の時点では、マイルチャンピオンシップ・ジャパンカップのどちらかを使った後は有馬記念に出走する予定であったという。
7月上旬からは乗り運動を再開し、8月中旬には強めのキャンターをこなし、さらに週に2回全長820mの坂路コースで追い切りを行っていた。
秋は毎日王冠（GII）で始動して5着。藤田は敗因を「マイナス18キロ。ちょっと減り過ぎていましたね。跨った感じ、少し細いかなという印象でした。それに、放牧明けで馬がボケッとしていました。今日は負けたけどこの次は変わってくると思います」と説明している。
次走の天皇賞（秋）（GI）は自身初の二桁着順となる14着で、上籠調教師は「減っていた体は戻っていたけどねえ。道中、反応し切れないようだったから」と述べた。次走のマイルチャンピオンシップ（GI）ではブービー賞17着となり、鞍上の池添は「スタートが良く、いい位置でレースできた。ただ、道中フワフワしていて、追い出してからも安田記念の時ほどガツンとくるものがなかった。まだ良くなり切っていないのかもしれません」と述べた。その後は休養となった。
6歳となった2003年は、マイラーズカップ（GII）に出走し4着となった。鞍上の池添は「 休養前に比べると馬はすごく良くなっていた。今日は久々で少し太かったし、59kgを背負ってこの時計だから仕方ないね。次は良くなってくると思うよ」と述べた。その後は天皇賞（春）に出走し5着となった。鞍上の藤田は「含目みたいに折り合えれば距離は大丈夫。これだけスムーズだったので、早目に動いて行けたし、最後はより切れる馬にやられただけ。納得のいくレースはできたと思う」と述べた。続いて「おそらく陣営はここを花道とみなしていたのだろう」（阿部珠樹）と新潟競馬場のハンデキャップ競走である新潟大賞典（GIII）に出走。ハンデ戦で負担重量は59kgに設定されたが、1番人気の支持。2番人気のタフネススターに1馬身半差をつけて、宝塚記念以来の勝利を挙げた。鞍上の本田は「たまたま後方からのレースになったし、決して作戦通りにはいかなかったけど、要するに強い馬は強いということでしょう。外回りで直線が長いし、手応える十分にあったので、前の馬が早く抜け出してくれればと思っていたんだよ。その開いったスペースを通ってくれば何とかなりそうな感じだったからね」と述べた。結局その後も現役を続行し、安田記念で5着となった。鞍上の藤田は「レコードは出たけどペース自体は遅かった。直線でローエンあたりが抜けきしてくれればスッと抜けてこられたと思うが、なかなか開かなかったからね。スパッと切れるタイプではなくて、追い出して徐々に加速して行く方なので尚更応えた」と述べた。連覇がかかる宝塚記念では7着で、鞍上の藤田は「いつもよりちょっとズブかったね。昨年の宝塚記念の時もこんな感じだったが」と述べた。夏休みを経て秋は、オールカマー（GII）で復帰する予定だったが、右前脚の浅屈腱炎を発症して競走馬を引退が決定、9月24日付でJRAの競走馬登録を抹消した。その後は、北海道静内町のヤマダステーブルで種牡馬となるとされていた。

### 競走馬時代（2度目）- 死亡

#### 6-7歳（2004-05年）
6歳となった2004年から種牡馬となる予定であった。しかしその評価は決して高いものではなく、オーナーの山元は、無理に種牡馬にするくらいならと乗馬とすることも検討しながら北海道にてダンツフレームを放牧させ続けていた。その後、屈腱炎の治りが良かったことと「もう一花咲かせてやりたい」というオーナーの希望により一転、地方競馬で競走馬復帰が決定。荒尾競馬の宇都宮徳一厩舎に入厩し、同じくして浦和競馬の岡田一男厩舎へ移籍が予定された。荒尾での能力検査では、ダート1400メートルを1分31秒5で走破して合格。10月20日、かんなづき特別（ダート1500メートル）で1年4か月ぶりの復帰し、単勝オッズ1.1倍の1番人気に支持されて出走。好位から進んだが、JRA2勝の4番人気・シゲルカミナリに5馬身離され、2着となった。
それから予定通り、浦和に移籍。浦和記念（統一GII）、東京大賞典（統一GI）、川崎記念（統一GI）と3戦に出走したが、それぞれ9着、14着、11着に敗れた。2005年6月10日、地方競馬の競走馬登録を抹消し、2度目の引退、栃木県那須郡塩原市の地方競馬教養センターにて乗用馬となった。川崎記念の後から熱は安定していなかった。地方競馬教養センターにとっては初めての中央GI馬であったが、到着した時には東泉良明所長に「地方未勝利でウチに来た訓練馬よりガッカリな馬体」と述べられている。そのため、地方競馬教養センターでは、体調回復を目指して放牧されていたが回復せず、精密検査をさせたところ、重度の肺炎だったことが判明。肺炎は、手の施しようのない症状だったという。引退約2か月後の8月28日、肺炎がもとで7歳で死亡、地方競馬教養センター内に墓標が建てられている。

## 競走成績
以下の内容は、netkeiba.comおよびJBISサーチの情報に基づく。
| 競走日 | 競走日 | 競馬場 | 競走名         | 格   | 距離 （馬場） | 頭 数 | 枠 番 | 馬 番 | オッズ （人気） | オッズ （人気） | 着順 | タイム （上り3F） | 着差 | 騎手      | 斤量 [kg] | 1着馬（2着馬）         | 馬体重 [kg] |
| ------ | ------ | ------ | -------------- | ---- | ------------- | ----- | ----- | ----- | --------------- | --------------- | ---- | ----------------- | ---- | --------- | --------- | ---------------------- | ----------- |
| 2000.  | 06.10  | 函館   | 3歳新馬        |      | ダ1000m（良） | 12    | 6     | 8     | 002.5           | （1人）         | 02着 | 01:01.0（36.9）   | -0.7 | 0藤田伸二 | 53        | マイネルジャパン       | 484         |
|        | 07.01  | 函館   | 3歳新馬        |      | ダ1000m（良） | 8     | 1     | 1     | 001.8           | （1人）         | 01着 | 01:00.9（37.0）   | -0.1 | 0藤田伸二 | 53        | （タシロスプリング）   | 484         |
|        | 09.16  | 阪神   | ききょうS      | OP   | 芝1400m（良） | 10    | 3     | 3     | 001.4           | （1人）         | 01着 | 01:21.9（35.4）   | -0.6 | 0武豊     | 53        | （ホーマンミヤビ）     | 484         |
|        | 09.30  | 阪神   | 野路菊S        | OP   | 芝1600m（良） | 9     | 1     | 1     | 001.2           | （1人）         | 01着 | 01:35.4（34.1）   | -0.1 | 0河内洋   | 54        | （リニアミューズ）     | 484         |
| 2001.  | 02.11  | 京都   | きさらぎ賞     | GIII | 芝1800m（良） | 12    | 8     | 12    | 006.5           | （3人）         | 02着 | 01:48.0（34.9）   | -0.1 | 0武豊     | 56        | アグネスゴールド       | 484         |
|        | 02.24  | 阪神   | アーリントンC  | GIII | 芝1600m（稍） | 14    | 8     | 13    | 001.2           | （1人）         | 01着 | 01:35.9（35.0）   | -0.0 | 0武豊     | 56        | （キタサンチャンネル） | 482         |
|        | 04.15  | 中山   | 皐月賞         | GI   | 芝2000m（良） | 18    | 7     | 14    | 016.8           | （3人）         | 02着 | 02:00.5（35.2）   | -0.2 | 0藤田伸二 | 57        | アグネスタキオン       | 486         |
|        | 05.27  | 東京   | 東京優駿       | GI   | 芝2400m（重） | 18    | 5     | 9     | 006.1           | （3人）         | 02着 | 02:27.2（35.6）   | -0.2 | 0河内洋   | 57        | ジャングルポケット     | 480         |
|        | 09.23  | 阪神   | 神戸新聞杯     | GII  | 芝2000m（良） | 12    | 5     | 6     | 006.1           | （3人）         | 04着 | 01:59.7（34.6）   | -0.2 | 0福永祐一 | 56        | エアエミネム           | 490         |
|        | 10.21  | 京都   | 菊花賞         | GI   | 芝3000m（良） | 15    | 6     | 11    | 004.2           | （2人）         | 05着 | 03:07.7（33.9）   | -0.5 | 0武豊     | 57        | マンハッタンカフェ     | 496         |
|        | 11.18  | 京都   | マイルCS       | GI   | 芝1600m（良） | 18    | 1     | 1     | 008.6           | （5人）         | 05着 | 01:33.7（34.2）   | -0.5 | 0武豊     | 56        | ゼンノエルシド         | 490         |
| 2002.  | 05.12  | 東京   | 京王杯SC       | GII  | 芝1400m（良） | 18    | 5     | 10    | 007.8           | （4人）         | 04着 | 01:20.6（34.2）   | -0.3 | 0池添謙一 | 57        | ゴッドオブチャンス     | 490         |
|        | 06.02  | 東京   | 安田記念       | GI   | 芝1600m（良） | 18    | 8     | 17    | 006.2           | （2人）         | 02着 | 01:33.3（34.6）   | -0.0 | 0池添謙一 | 58        | アドマイヤコジーン     | 490         |
|        | 06.23  | 阪神   | 宝塚記念       | GI   | 芝2200m（良） | 12    | 3     | 3     | 002.4           | （1人）         | 01着 | 02:12.9（34.7）   | -0.0 | 0藤田伸二 | 58        | （ツルマルボーイ）     | 492         |
|        | 10.06  | 中山   | 毎日王冠       | GII  | 芝1800m（良） | 9     | 8     | 9     | 005.4           | （4人）         | 05着 | 01:46.7（34.1）   | -0.6 | 0藤田伸二 | 59        | マグナーテン           | 474         |
|        | 10.27  | 中山   | 天皇賞（秋）   | GI   | 芝2000m（良） | 18    | 8     | 16    | 015.4           | （8人）         | 14着 | 01:59.6（35.1）   | -1.1 | 0藤田伸二 | 58        | シンボリクリスエス     | 488         |
|        | 11.17  | 京都   | マイルCS       | GI   | 芝1600m（良） | 18    | 8     | 18    | 019.8           | （8人）         | 17着 | 01:34.0（35.7）   | -1.2 | 0池添謙一 | 57        | トウカイポイント       | 498         |
| 2003.  | 04.19  | 阪神   | マイラーズC    | GII  | 芝1600m（良） | 13    | 2     | 2     | 018.0           | （5人）         | 04着 | 01:32.4（34.9）   | -0.5 | 0池添謙一 | 59        | ローエングリン         | 510         |
|        | 05.04  | 京都   | 天皇賞（春）   | GI   | 芝3200m（良） | 18    | 4     | 7     | 019.5           | （9人）         | 05着 | 03:17.3（36.0）   | -0.3 | 0藤田伸二 | 58        | ヒシミラクル           | 510         |
|        | 05.18  | 新潟   | 新潟大賞典     | GIII | 芝2000m（良） | 16    | 4     | 7     | 003.6           | （1人）         | 01着 | 01:58.3（33.7）   | -0.2 | 0本田優   | 59        | （タフネススター）     | 506         |
|        | 06.08  | 東京   | 安田記念       | GI   | 芝1600m（良） | 18    | 4     | 7     | 005.1           | （3人）         | 05着 | 01:32.3（34.1）   | -0.2 | 0藤田伸二 | 58        | アグネスデジタル       | 508         |
|        | 06.29  | 阪神   | 宝塚記念       | GI   | 芝2200m（良） | 17    | 7     | 13    | 026.0           | （7人）         | 07着 | 02:12.5（36.8）   | -0.5 | 0藤田伸二 | 58        | ヒシミラクル           | 508         |
| 2004.  | 10.20  | 荒尾   | かんなづき特別 | OP   | ダ1500m（不） | 10    | 4     | 4     |                 | （1人）         | 02着 | 01:39.0（ - ）    | -1.0 | 0吉田隆二 | 56        | シゲルカミナリ         | 512         |
|        | 12.01  | 浦和   | 浦和記念       | GII  | ダ2000m（良） | 11    | 6     | 6     |                 | （2人）         | 09着 | 02:10.2（40.3）   | -3.1 | 0的場文男 | 58        | モエレトレジャー       | 506         |
|        | 12.29  | 大井   | 東京大賞典     | GI   | ダ2000m（重） | 14    | 4     | 5     |                 | （9人）         | 14着 | 02:09.1（42.1）   | -6.5 | 0見沢譲治 | 57        | アジュディミツオー     | 507         |
| 2005.  | 01.26  | 川崎   | 川崎記念       | GI   | ダ2100m（重） | 12    | 5     | 5     |                 | （8人）         | 11着 | 02:19.4（42.3）   | -5.2 | 0見沢譲治 | 57        | タイムパラドックス     | 509         |

## 評価・逸話
- 『優駿』2002年7月号では「レベルの高い4歳世代のトップホースの1頭であり、短距離から長距離までそつなくこなす」と評されている[65]。

- 2002年版の『中央競馬年鑑』では「皐月賞、ダービーをともに2着。アグネスタキオンやジャングルポケットと互角に渡り合ってきた実力馬」、「マイルから中距離までをカバーする幅広い距離適性を誇り、また、デビューから一度も掲示板（5着以内）を外さずにきた実力派」と紹介されている[66]。

- ダンツフレームの調教師であった山内研二は、初めてダンツフレームを見た際の振り返りとして「トモ幅のある馬だな、と思ったくらいで、ここまで走ってくれるとは正直、考えもしなかった」、「垢抜けていた馬ではありませんでしたよ。ああいう体型ですからね。それよりも、右目が白いから、気が悪くないかと心配してたんです」と述べている[20][67]。そして、「ひとつふたつは勝てるだろう」と考えていたものの、その程度の評価はデビューしてしばらくしても変わらず、芝のオープン戦を連勝した後も同じ感想を抱き「相手が手薄だったのでは」と考えていたという。それは、でっぷりとした身体は見栄えのする馬体ではなく、一流馬には不可欠な"柔らかさ"が歩様や走り方から伝わってくることもなかったためであった。一方、石崎調調教助手や調教に跨った騎手たちは「走りそうな感触」を感じ、山内に伝えていた。山内がダンツフレームに対する認識を変えたのは皐月賞の前走・アーリントンカップであり、スローペースを味方につけた先行馬が2〜4着に入った中で、ダンツフレームだけは後方から差し込んできたことから、着差（ハナ差）以上の完勝であり、なぜ走るのか、どうして走るのかの答えはわからないながらも能力を高く評価するようになったという。その後、山内は「馬体を見ただけで"こんな馬走らん"なんて、絶対にいえない。この馬を見ているとつくづくそう思う」と述べている[20]。

- 信岡牧場の信岡幸則社長は、ダンツフレームの血統について「この牝系がいいからと意図的に残してきて、それがパヒューム（ワンダーパヒューム）やダンツフレームとして実ったというのは違うと思いますね。まあ結果ですからね。走らない馬は淘汰されるし、走る馬は自然に牧場に残っていきますからね」と述べている。また、中小牧場である信岡牧場（家族と従業員2人の計5人で運営されていた）出身のダンツフレームが宝塚記念を勝利したことについては「恵まれてるとは思いますよね。運がいいんですよ」 と述べている[68]。

- ダンツフレームについて、信岡は「「取り上げたときに「これは！』って感じるところはありました。でも、成長するにつれてだんだんと骨が太くなってきて。顔は大きくなるわ、お腹はボテッとしてくるわで、決して見てくれのいい馬じゃなかったですね」[41]、「決して見てくれのいい馬ではなかったですね。じゃ何が悪いんだって言われると、ここってとこはないんだけども、イメージ的にはいわゆるサラブレッドというきれいな馬じゃなかったですからね。メイショウドンホセ（ダンツの弟）もよかったけど、ダンツの上のゼンノペッパー、これも馬っぷりはよかったですよ。見た感じ最もボテッとしてたダンツフレームが一番走るんだから分からないもんですね」、「筋肉の動きを見ると柔らかいって気がしますけどね。でもまあその方がいいですから。じっとしてていいよりは、動いていい方がね」、「あれ（ダンツ）はちょっと呑気過ぎましたね。草ばっかり喰ってね。いま思えば大物だったんでしょうが、ほんとに物事に動じないっていうか、牛みたいな子でしたよ。ぶくぶく太っちゃってね。セリに出すときはある程度見栄えよくしないといけないからって工夫したんだけど、ダメでしたね。でもそういう図太さは今はいい方に出てるみたいです。どこのパドックでもイレ込んでるの見たことないですもんね」と述べている。また、ダンツフレームが生まれた際など、信岡牧場で馬が産まれた際は、人間恐怖症にならないように「撫でて撫でて撫で回」していたという[69]。加えて、筋肉の柔らかさや皮膚の薄さ、おとなしい性格は母親のインターピレネーに似ているとも述べている[70]。

- 牧場時代のダンツフレームについて、信岡は「のんびりや」だったと評している。そして、「他の馬が近くを走り回っていても、一人のんびりと草を食べてました。ぶくぶくぶくぶく太っててね、決して格好のいい馬ではなかったんですよ。噛んだり、蹴ったり、叩いたりということも、一切しない子でしたね。若いスタッフらにとって、とても扱いやすかったと思います。ほかの当歳馬に対して威張るようなところもなかったし、目立つこともなかったし。かといって、決して弱い存在ではありませんでした。いま思えば、のんびりしているように見えたのは、物事に動じないことの裏返しだったのかもしれませんね」と述べている[70]。

- 『優駿』2001年9月号では「普段は牛のようにモッサリしている」と評されている。また、そのようなダンツフレームであっても、調教開始が近づき馬装を整え始めると、雰囲気を変えて「ギラギラし」たという[28]。

- ダンツフレームの調教助手であった石崎譲は、早くからダンツフレームの可能性に気がついており、皐月賞時点では、アグネスタキオンに勝てるとは述べていないものの、「普通の年なら十分に一発狙える」と評価していた[20]。

- 富岡真治は「当時から他のブライアンズタイム産駒と同様、筋肉質で腹袋がしっかりとしている、コロンとしたタイプだったよ。肌はサンキリコだけれど、父はブライアンズタイムなわけだし、体型からも2400mまでは、十分に対応できると思っていた。ただ、ひとつだけ他のブライアンズタイム産駒と違ったのが、繋ぎの長さ。多くのBT産駒と同様に膝下は短かったんだけど、クッションとなる繋ぎの部分が、BT産駒としてはゆってりしていた」「それにしてもこの馬は、放牧に戻ってくる度に付くべきところに筋肉が付き、力強さが増していく。よく馬は、良くも悪くも変化を繰り返さなければ走らないと言われるが、これほど成長力をみせた馬に触れたのは、自分でも初めてのことじゃないかな。使われてこそのBT産駒の中で、レースを選んで使われながら、ここまで成長する馬は本当に珍しい。昨年の夏、牧場に戻ってきていたときも、日に日にしっかりしてくるので、菊花賞はいけるという手応えがあったんだけど…。それで5着だったでしょう。あれでこの馬のベストは、マイルから2400mまでかな、と思ったんだけどね。まあ皐月賞から惜しいレースが続いていたんで、宝塚で勝てて良かった。苦労した分、うれしさも格別だったよ」と述べている[71]。

- 皐月賞出走決定前の調教では69秒0で坂路を登坂している。また併せ馬では、藤田伸二を背にしたダンツは6ハロン標識の手前からコースに入ったものの、2ハロンほどはゆっくりとした走り、半マイルあたりからようやくスピードに乗り始め、しまい重点の動きとなった、前半ためただけあって、しまいの伸びは強烈であり、70秒2-54秒01-39秒3-11秒8という時計になり、しまい1ハロン数字は破格であった。藤田は「ちょっと太い感じがするけど、1週間あるから出走態勢は整う状況にある。夏の函館でずっと乗っていた時以来、久しぶりに乗ったけど、成長してオープン馬という感じになったね」と語っている[72]。

- 2001年春時点でのダンツフレームの目標は東京優駿であった。そのため山内は、距離適性的に問題はないと考えられたものの、荒れた中山競馬場の馬場で行われる皐月賞は負担が大きいとし、皐月賞に出すべきなのか、他のステップを探るべきなのかをオーナーと協議を重ねていた。その後、その年の中山はそこまで荒れていないことや、3度ダンツフレームに騎乗したことのある武豊が皐月賞への出走を助言したことから、皐月賞を使うことを決めたという。ただし、このような過程を踏んでいたことから、万全の状態でレースに送り出すことはできず、「もちろん、力は出せる状態にあると判断したから出走に踏み切ったわけだけど、満足のいく仕上がりとはいえなかった。もうひと絞りできる体つきだったし、毛艶も冴えなかった。完調を十とすれば、せいぜい七、八分程度の状態だったんじゃないかな」 と山内は回顧している[21]。

- 「詰めて使うとテンションが上がり過ぎる」馬であったという。そのため、野路菊Sの後は放牧してきさらぎ賞に向かったり、アーリントンCから間隔を開けて皐月賞に出走したりしている[73]。

- カタオカステーブルの山田秀人場長は「休むときは休む、走るときは走る。競走馬としては理想のタイプです」と述べている[74]。また、「おとなしいし、人の手を煩わせない馬だね」「なんとかこの馬にGIを取らせたいんだ」ともコメントしている[17]。

- 2001年・2002年夏の調教メニューは「全長810mの坂路コースを、80kgはあろうかという〔ママ〕山田場長が自ら跨って1日3本走る」というものであり、かなりの調教量であった[28]。

- ダンツフレームは、厩舎の洗い場で装蹄をしている最中は舌をペロペロと出したり、装蹄師のお尻に鼻先を近づけたりしていたという。その際、決して噛んだり歯を当てたりしなかったことから、同馬を取材した芦谷有香は「装蹄師にお礼をいっているようにすら見える。それほどに、優しい仕草なのだ」と述べている[7]。

- 厩舎内でのあだ名は「あんちゃん」であった[7]。

- 厩務員の高木信明は、「あんちゃんはふだん、ボーッとしてるから」、「厩務員を40年してるけど、こんなに手のかからない馬はいない、といえるほどおとなしい。ただ、汗こき（汗や洗ったあとの水を馬体から落とすための道具）はイヤがるなあ」と述べている[7]。

- 芦谷有香が取材に訪れた際、ダンツフレームは洗い場で手持ち無沙汰になり前カキを始めた。しかし、獣医がやってくると前カキをやめおとなしくなったという。芦谷はこれを「診察の邪魔になるのをわかっているのだろう」と評している。その後、獣医が馬用の太さ5cm、長さ30cmほどの注射を向けても逃げも暴れもせず、物音ひとつさせずに静かに打たれ、寄り添う高木厩務員の胸に顔を預けて目を閉じていたという。取材の日にしたイタズラは、厩務員の高木がかぶっていた帽子のツバを唇で挟もうとしたのみであった[67]。

- 山内によると、ダンツフレームは「常に完全燃焼してくれる馬」であり、レースの際と平時の切り替えができるメリハリのある性格であったため、宝塚記念の激走の後も笹針を施し数日休ませるだけで体力が甦るほどに回復力も優れていたという[45]。また、「ふだんはちょっと行きたがるところもあるんだけれど、レースに行ったら素直だからね」「本当におとなしいですよ。利口で、無駄なことは全くしない。レースではちゃんと目一杯走ってきますしね」とも述べられている[67][75]。

- 上籠勝仁調教助手はダンツフレームについて「競馬に行くと本当に気を抜くところがなく、一生懸命に走る馬。だからどんな状態でも、いい競馬をしてくれる。それに、普通だったら状態が悪くて、めいっぱいの競馬をすると、どこかに影響がきたりするものだけど、この馬にはそういうところがないんです。疲労がたまるということもないですし、使った方がむしろいい方に出る馬。それに競馬に向けて体も自分で作っていく賢いところもあります」と述べている[76]。

- 宝塚記念を制しGI馬となるまでは、皐月賞・東京優駿・安田記念の3度のGIで2着に入っていたことから「シルバーコレクター」と呼ばれることもあった。しかし、2002年の春シーズンは安田記念の2着も含めてひとレースごとに調子を上げており、「叩き3戦目」であることや対戦相手との力関係も含め、陣営が宝塚記念にかける思いは並々ならぬものがあった。そして実際に宝塚記念を勝利したことで「シルバーコレクター」の名を返上した[77]。

- 宝塚記念での優勝について、『優駿』2002年8月号では、あるジョッキーと調教師の「それなりの力を持っている馬には、無理をさせすぎてもいいことはない。順調にいくことが一番なんだ。順調にいってさえいれば、いつか順番がまわってくるんだから」という発言を引用し、そのままダンツフレームに当てはまる、と評されている[77]。

- 宝塚記念での勝利について、2002年版の『中央競馬年鑑』では「同じ世代のライバルが次々とリタイアしていくなか、能力に加えて"健康"という武器も際立たせた」と評価している[66]

- 宝塚記念の勝利について、騎乗した藤田伸二は「とにかく勝ててホッとした。人気を背負っていたということもなくはなかったけど、それよりも、なんとしてもあの馬（ダンツフレーム）に勝たせてあげたいと思っていたからね。今度はテキ（山内研二調教師）にお願いして乗せてもらったてたわけだし」、「すごく調子がいいのはわかっていたから、乗せてもらうからには勝たないといけないな、と。今回はとにかくいいイメージしか持たないで競馬に行ったんだよ。『勝てるだろう』と、ただそれだけを考えて」と述べている。また、ダンツフレーム自身への評価として「調教の感触からも、とにかくいい馬だというのは知っていた」「もともとスタートがいい馬」と述べている。最後の直線でツルマルボーイと叩き合いになったことについては「一度は（相手に先へ）出られかかったけど、そこからよく辛抱してくれたね。今回も4コーナーから手が動いてたようにズブいところがある。ただ、瞬間的な反応は少し鈍いんだけど、終いは必ず伸びる馬で、今度は並んでからもしっかり伸びてくれた。ゴールに入ったときは、ほんとにホッとしたよ」と述べている[43]。

- 宝塚記念での勝利について、信岡幸則は「今回ひとつ勝つことができてホッとしています。でも、こういうのって運や巡り会わせみたいなものがあると思うんですよ。このレベルになると、展開などで着順は替わりますからね。そういう厳しいレースのなかで、フレームはどんなときでも自分の力を出して頑張ってくれる、ほんとうに偉い馬です。それに、競走馬にとって必要な能力、丈夫さ、運を持っているように思うんです。強い相手でもしっかり走ってくれる馬ですから、とにかく無事でさえあればね」と答えている[41]。

- 阿部珠樹は「スターたちの中にあって、ダンツフレームはやや地味な印象が否めない。G1の勝利はひとつだけ。クラシックでも健開はするがどうも勝ちきれない。いわば名大関というのがダンツフレームの役どころだった」「しかし、強家に混じって、常に力いっぱいのレースを見せたダンツフレームのような馬がいたからこそ01年3歳世代の強さが輝いたともいえる」とコメントを残している[78]。

- 生産牧場の信岡幸則は、高校時代は馬術部に所属しており、卒業後は洞爺の名門・メジロ牧場で3年間技術を学んだ後に実家に戻り、父・修の下で信岡牧場を経営した[41]。

## 血統表
| ダンツフレームの血統                            | ダンツフレームの血統                                           | ダンツフレームの血統                                           | （血統表の出典）                                               | （血統表の出典） |
| 父系                                            | ロベルト系                                                     | ロベルト系                                                     | ロベルト系                                                     | [ § 2 ]          |
| 父 *ブライアンズタイム Brian's Time 1985 黒鹿毛 | 父の父Roberto 1969 鹿毛                                        | Hail to Reason                                                 | Turn-to                                                        | Turn-to          |
| 父 *ブライアンズタイム Brian's Time 1985 黒鹿毛 | 父の父Roberto 1969 鹿毛                                        | Hail to Reason                                                 | Nothirdchance                                                  |                  |
| 父 *ブライアンズタイム Brian's Time 1985 黒鹿毛 | 父の父Roberto 1969 鹿毛                                        | Bramalea                                                       | Nashua                                                         | Nashua           |
| 父 *ブライアンズタイム Brian's Time 1985 黒鹿毛 | 父の父Roberto 1969 鹿毛                                        | Bramalea                                                       | Rarelea                                                        |                  |
| 父 *ブライアンズタイム Brian's Time 1985 黒鹿毛 | 父の母Kelley's Day 1977 鹿毛                                   | Graustark                                                      | Ribot                                                          | Ribot            |
| 父 *ブライアンズタイム Brian's Time 1985 黒鹿毛 | 父の母Kelley's Day 1977 鹿毛                                   | Graustark                                                      | Flower Bowl                                                    |                  |
| 父 *ブライアンズタイム Brian's Time 1985 黒鹿毛 | 父の母Kelley's Day 1977 鹿毛                                   | Golden Trail                                                   | Hasty Road                                                     | Hasty Road       |
| 父 *ブライアンズタイム Brian's Time 1985 黒鹿毛 | 父の母Kelley's Day 1977 鹿毛                                   | Golden Trail                                                   | Sunny Vale                                                     |                  |
| 母 インターピレネー 1990 鹿毛                   | 母の父*サンキリコ Sanquirico 1985 黒鹿毛                       | *リイフォー Lypheor                                            | Lyphard                                                        | Lyphard          |
| 母 インターピレネー 1990 鹿毛                   | 母の父*サンキリコ Sanquirico 1985 黒鹿毛                       | *リイフォー Lypheor                                            | Klaizia                                                        |                  |
| 母 インターピレネー 1990 鹿毛                   | 母の父*サンキリコ Sanquirico 1985 黒鹿毛                       | Nell's Briquette                                               | Lanyon                                                         | Lanyon           |
| 母 インターピレネー 1990 鹿毛                   | 母の父*サンキリコ Sanquirico 1985 黒鹿毛                       | Nell's Briquette                                               | Double's Nell                                                  |                  |
| 母 インターピレネー 1990 鹿毛                   | 母の母モンテマリア 1981 鹿毛                                   | *ネヴァービート                                                | Never Say Die                                                  | Never Say Die    |
| 母 インターピレネー 1990 鹿毛                   | 母の母モンテマリア 1981 鹿毛                                   | *ネヴァービート                                                | Bride Elect                                                    |                  |
| 母 インターピレネー 1990 鹿毛                   | 母の母モンテマリア 1981 鹿毛                                   | キネウスマリア                                                 | *ロムルス                                                      | *ロムルス        |
| 母 インターピレネー 1990 鹿毛                   | 母の母モンテマリア 1981 鹿毛                                   | キネウスマリア                                                 | *マリアドロ                                                    |                  |
| 母系(F-No.)                                     | (FN:21-a)                                                      | (FN:21-a)                                                      | (FN:21-a)                                                      | [ § 3 ]          |
| 5代内の近親交配                                 | Ribot 4×5=9.38%、Nasrullah5x5=6.25%、Big Game5･5（母内）=6.25% | Ribot 4×5=9.38%、Nasrullah5x5=6.25%、Big Game5･5（母内）=6.25% | Ribot 4×5=9.38%、Nasrullah5x5=6.25%、Big Game5･5（母内）=6.25% | [ § 4 ]          |
| 出典                                            | 1. 2. 3. 4.                                                    | 1. 2. 3. 4.                                                    | 1. 2. 3. 4.                                                    | 1. 2. 3. 4.      |